# Glipostenoda klapperichi
Glipostenoda klapperichi es una especie de coleóptero de la familia Mordellidae.

## Distribución geográfica
Habita en Fujian (China).